# Киберберкут
КиберБеркут (укр. КіберБеркут) — анонимная хакерская группировка, появившаяся в 2014 году.

## Описание
Группа появилась после расформирования спецподразделений милиции «Беркут».
Группировка стала известной после взятия на себя ответственности за атаки на сайты государственных органов и общественных организаций Украины и западных стран. Первые атаки были совершены в марте 2014 года, когда был временно заблокирован ряд украинских веб-ресурсов и было объявлено об атаке на три интернет-ресурса НАТО.
«КиберБеркут» также занимался публикацией отдельных документов вместо массивов писем, достоверность которых нельзя было проверить.
Согласно анализу ThreatConnect, «КиберБеркут» использовал для взлома инфраструктуру хакерской группы Fancy Bear (канадская лаборатория Citizen Lab также отмечала сходство в технологии взломов). Сотрудникам Citizen Lab удалось обнаружить порядка 218 целей хакеров, среди них есть политики, журналисты и общественные деятели из 39 стран мира, в том числе чиновники ООН и НАТО. Среди российских целей хакеров — журналисты «Ведомостей», Republic, «Новой газеты» и Русской службы Би-би-си.
Эксперт по кибервойнам Джеффри Карр определил «КиберБеркут» как пророссийскую группировку, «работающую против независимости Украины». В свою очередь, «КиберБеркут» заявляет, что «помогает Украине сохранить независимость от военной агрессии Запада, готового защитить правительство неофашистов», и провозглашает своими целями борьбу с национализмом и произволом власти на Украине.
По заявлению премьер-министра Украины Арсения Яценюка, за атаками на сайты государственных органов Германии 7 марта 2015 года, ответственность за которые взял на себя «КиберБеркут», стоят российские спецслужбы. Эксперт в сфере кибербезопасности, профессор Алан Вудвард, комментируя эти обвинения, написал, что это «возможно, правдоподобно и даже вероятно», но это не означает, что оно доказано". Он указал при этом, что для того, чтобы обвинять кого-либо на официальном уровне, нужна серьёзная доказательная база, а не просто использование «баланса вероятностей».

## Деятельность и акции
- Создание помех в работе ЦИК Украины путём повреждения системы IFES накануне выборов[7][8]. Блокировки мобильных номеров телефонов организаторов выборов. За попытку срыва СБУ задержала нескольких человек, подозреваемых в причастности к КБ[9].
- Временно заблокирована работа сайтов МВД Украины и Генеральной прокуратуры Украины[10]. Также временно заблокирована работа сайтов телеканалов «Интер» и «1+1».
- Атаки на сайты НАТО[11][12].
- Атака на сайты частных военных компаний США[13].
- Взлом почтового ящика и опубликование переписки И. В. Коломойского с прокурором Львовской области и взлом компьютера и электронной почты помощника олигарха[14][15][16]. Также выложены архивы с содержимым 89 ящиков электронной почты сотрудников львовской областной прокуратуры.
- Опубликование переписки народных депутатов партий «Батькивщина» и «Удар»[17]. Опубликование переписки с посольством США и американскими фондами.
- Взлом и опубликование переписки исполняющего обязанности министра внутренних дел Украины А. Б. Авакова[18].
- Блокировки телефонов сотовой связи членов действующего правительства Украины и приближённым к ним лиц[19].
- Блокировка интернет-ресурса А. В. Парубия, а также новостных порталов УНИАН и ЛІГАБізнесІнформ[20].
- Блокировка сайта президента Украины П. А. Порошенко 29 июля 2014[21].
- Публикация настоящего имени и биографии Семёна Семенченко — Константина Гришина[22].
- В июле 2015 года группа опубликовала инструкцию по выявлению неугодных журналистов и список «невъездных», которые якобы были составлены СБУ. Заместитель министра информационной политики Украины Татьяна Попова опровергла реальность подобного рода документов, в частности представители некоторых упомянутых там СМИ (например ВВС и «Голоса Америки») уже участвовали в программе сотрудничества армии и прессы «Embedded journalists», при регистрации в которой нужно одобрение СБУ[23].
- В феврале 2016 года «КиберБеркут» взял на себя ответственность за взлом почты гражданского расследователя, руководителя Conflict Intelligence Team Руслана Левиева, сотрудничавшего с Bellingcat. Позже в захваченном аккаунте возникло следующее обращение: «Bellingcat — это про-НАТО и проамериканская организация провокаторов, они врут и шпионят, проблемы других — их хлеб. Они мусорщики, а не расследователи[1]».
- В октябре 2016 года опубликовал письма журналиста Дэвида Сэттера в американский «Национальный фонд в поддержку демократии», согласно которым им были заказаны 24 публикации «Радио Свобода», РБК, Slon.ru, «Дождя», «Ведомостей» и сайта Алексея Навального о российских чиновниках и близких к Владимиру Путину бизнесменах для организации в России «цветной революции» «по украинской модели» (указанными в письме примерами были материалы о Сергее Ролдугине, Катерине Тихоновой, подмосковном и тульском губернаторах Андрее Воробьеве и Алексее Дюмине и др.). О публикации «КиберБеркута» сообщили многие СМИ, среди них РИА Новости, Российская газета, RT, РЕН ТВ, Царьград ТВ[2][24].

## Критика и скандалы
В январе 2016 года «КиберБеркут» опубликовал «содержимое» смартфона одного из бойцов «Азова», согласно которому, на стороне полка воевали члены ИГИЛ. Русская служба Би-би-си на основе географического сервиса Wikimapia отмечала, что видеозапись происходила в донецком арт-центре «Изоляция». Новость об игиловцах заинтересовала многие российские СМИ: «Вести.Ru», «Ридус», «Ислам сегодня», телеканалы «Звезда» и ТВ Центр, новостное агентство Sputnik несколько раз иллюстрировало донецким снимком статьи про ИГИЛ.
Согласно докладу канадской лаборатории Citizen Lab, письма Сэттера и «Открытого общества» (2015 год) были сфальсифицированы самим КиберБеркутом:
- В первом случае в документе правозащитная организация «Гражданское содействие» была заменена на ФБК, чтобы создать иллюзию его финансирования «Открытым обществом» через Яндекс-Деньги.
- Во втором случае были вставлены публикации других СМИ (помимо изначального «Радио Свобода») и совершён ряд правок, чтобы создать иллюзию масштабной кампании.